# Dynkardarspindel
Dynkardarspindel (Archaeodictyna ammophila) är en spindelart som först beskrevs av Menge 1871.  Dynkardarspindel ingår i släktet Archaeodictyna och familjen kardarspindlar. Enligt den svenska rödlistan är arten sårbar i Sverige. Arten förekommer i Götaland. Artens livsmiljö är havsstränder, jordbrukslandskap. Inga underarter finns listade i Catalogue of Life.